# Cam'ron
Cameron Giles, beter bekend als Cam'ron of Killa Cam (Harlem (New York), 4 februari 1976) is een Amerikaans rapper. Hij is lid van de hiphopgroep The Diplomats.
Cam'ron heeft zeven albums op zijn naam staan, waarvan twee goud en een platina zijn geworden. Hij staat heden bij Asylum Records onder contract.

## Discografie
Albums
- Confessions of Fire (1998)
- S.D.E. (2000)
- Come Home With Me (2002)
- Purple Haze (2004)
- Killa Season (2006)
- Crime Pays (2009)
- Purple Haze 2 (2019)

- Bibliothèque nationale de France: cb140323866 (data)
- Gemeinsame Normdatei: 135097266
- International Standard Name Identifier: 0000 0000 5518 4944
- Library of Congress Control Number: no98115288
- MusicBrainz: ea6b7199-901d-4c0e-8242-6d7bc2bf62b7
- Système universitaire de documentation: 07744406X
- Virtual International Authority File: 61746466